# Sebourg
Sebourg [səbuʁ] est une commune française située dans le département du Nord, en région Hauts-de-France. La commune est limitrophe avec la ville d'Honnelles en Belgique.

## Géographie

### Localisation
La commune est traversée par l'Aunelle. Elle se situe à 60 kilomètres de Lille.

### Hydrographie

#### Réseau hydrographique
La commune est située dans le bassin Artois-Picardie. Elle est drainée par l'Aunelle et le ruisseau du Sart,.
L'Aunelle, d'une longueur de 27 km, prend sa source dans la commune de Locquignol et se jette  dans l'Hogneau à la frontière franco-belge en face de Quiévrain et Hensies.

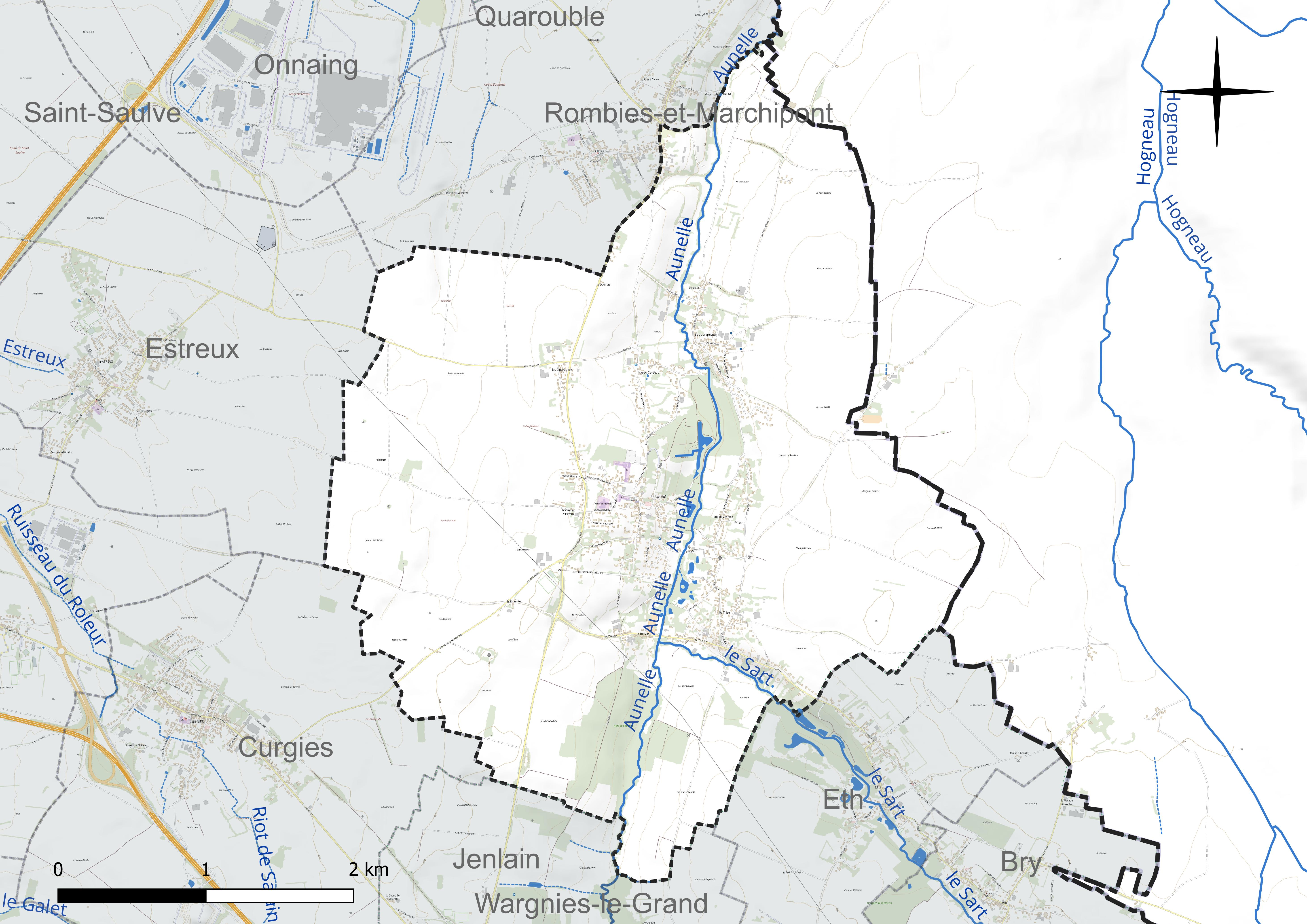
Réseau hydrographique de Sebourg.

#### Gestion et qualité des eaux
Le territoire communal est couvert par le schéma d'aménagement et de gestion des eaux (SAGE) « Escaut ». Ce document de planification concerne un territoire de 2 005 km2 de superficie, délimité par le bassin versant de l'Escaut. Le périmètre a été arrêté le 9 juin 2006 et le SAGE proprement dit a été approuvé le 13 juillet 2021. La structure porteuse de l'élaboration et de la mise en œuvre est le syndicat mixte Escaut et Affluents (SyMEA).
La qualité des cours d'eau peut être consultée sur un site dédié géré par les agences de l'eau et l'Agence française pour la biodiversité.

### Climat
Pour des articles plus généraux, voir Climat des Hauts-de-France et Climat du Nord.
En 2010, le climat de la commune est de type climat océanique dégradé des plaines du Centre et du Nord, selon une étude du CNRS s'appuyant sur une série de données couvrant la période 1971-2000. En 2020, Météo-France publie une typologie des climats de la France métropolitaine dans laquelle la commune est exposée à un climat océanique altéré et est dans la région climatique Nord-est du bassin Parisien, caractérisée par un ensoleillement médiocre, une pluviométrie moyenne régulièrement répartie au cours de l'année et un hiver froid (3 °C).
Pour la période 1971-2000, la température annuelle moyenne est de 10,2 °C, avec une amplitude thermique annuelle de 14,8 °C. Le cumul annuel moyen de précipitations est de 770 mm, avec 13,3 jours de précipitations en janvier et 9,5 jours en juillet. Pour la période 1991-2020, la température moyenne annuelle observée sur la station météorologique la plus proche, située dans la commune de Valenciennes à 9 km à vol d'oiseau, est de 11,0 °C et le cumul annuel moyen de précipitations est de 694,1 mm,. Pour l'avenir, les paramètres climatiques de la commune estimés pour 2050 selon différents scénarios d'émission de gaz à effet de serre sont consultables sur un site dédié publié par Météo-France en novembre 2022.

## Urbanisme

### Typologie
Au 1er janvier 2024, Sebourg est catégorisée bourg rural, selon la nouvelle grille communale de densité à sept niveaux définie par l'Insee en 2022.
Elle appartient à l'unité urbaine de Sebourg, une agglomération intra-départementale regroupant trois  communes, dont elle est ville-centre,,. Par ailleurs la commune fait partie de l'aire d'attraction de Valenciennes (partie française), dont elle est une commune de la couronne,. Cette aire, qui regroupe 102 communes, est catégorisée dans les aires de 200 000 à moins de 700 000 habitants,.

### Occupation des sols
L'occupation des sols de la commune, telle qu'elle ressort de la base de données européenne d'occupation biophysique des sols Corine Land Cover (CLC), est marquée par l'importance des territoires agricoles (84,2 % en 2018), en diminution par rapport à 1990 (85,5 %). La répartition détaillée en 2018 est la suivante :
terres arables (70 %), prairies (14,2 %), zones urbanisées (12,5 %), forêts (3,3 %). L'évolution de l'occupation des sols de la commune et de ses infrastructures peut être observée sur les différentes représentations cartographiques du territoire : la carte de Cassini (XVIIIe siècle), la carte d'état-major (1820-1866) et les cartes ou photos aériennes de l'IGN pour la période actuelle (1950 à aujourd'hui).

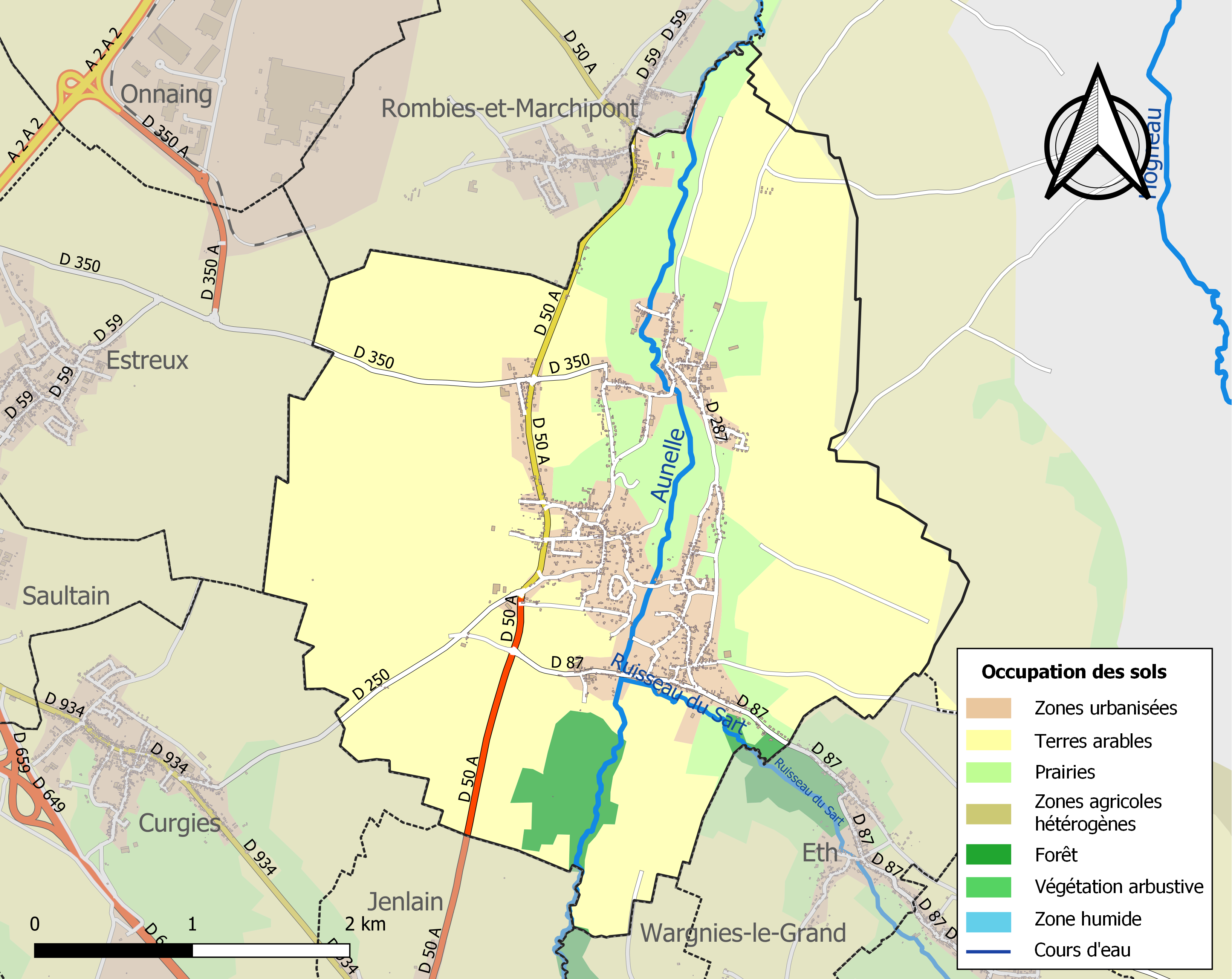
Carte des infrastructures et de l'occupation des sols de la commune en 2018 (CLC).

### Quartiers, hameaux, lieux-dits et écarts
- Sebourquiaux, au Nord.
- Le Triez au Sud-Est.
- Le Tonvoy au Sud.
- Le Talandier.

### Voies de communications et transports
La commune est desservie par la ligne 131 du réseau urbain Transvilles et par la ligne 990 du réseau interurbain Arc-en-Ciel 4, ainsi que par la ligne 131 du réseau de bus valenciennois Transvilles, passant par Sebourg, Estreux, Saultain, Marly et Valenciennes.

## Toponymie
- Seburg en flamand[16].
- Suburc (1111), Suwurch (1119), Sevorch (1142), Sevorc (1176), Seborgh (1219), Sebourch (1224), Seborkiel (1265), Sebourc (1265).

## Histoire
Selon Pierre Leboucq et Jacques de Guise, Sebourg aurait été fondée par Brennus et les Sénons vers 360 av. J.-C. afin d'assiéger Bagacum (Bavay aujourd'hui). Cette théorie est réfutée par les historiens et semble faire partie des fondations légendaires de villes (comme celle de Rome ou de nombreuses cités grecques antiques).
Au xiie siècle, la commune appartient au comte de Hainaut Baudoin IV.
L'abbaye des Dames de Beaumont a déclaré posséder des biens dans le village en 1602.
À la suite d'un incendie (celui de la cellule de Druon) à la fin du XIIe siècle, l'église est reconstruite. Au fil des siècles, l'église Saint-Martin est remaniée pour lui donner son aspect actuel. Pendant la Première Guerre mondiale, le clocher de l'église est endommagé par un tir allemand. L'église est classée au Monument historique depuis 1919.
Selon Pierre Leboucq, Sebourg était connue pour ses nombreuses fontaines aux fonctions curatives pour certaines. Ainsi la fontaine de Saint-Druon aurait soigné un des conseillers particuliers de Charles le Bel qui souffrait de « descente d'intestin ».
En 1676, en préparant le siège de Condé, Louis XIV campe à Sebourg.

## Politique et administration

### Instances judiciaires et administratives
La commune relève du tribunal d'instance de Valenciennes, du tribunal de grande instance de Valenciennes, de la cour d'appel de Douai, du tribunal pour enfants de Valenciennes, du conseil de prud'hommes de Valenciennes, du tribunal de commerce de Valenciennes, du tribunal administratif de Lille et de la cour administrative d'appel de Douai.

## Population et société

### Démographie

#### Évolution démographique
L'évolution du nombre d'habitants est connue à travers les recensements de la population effectués dans la commune depuis 1800. Pour les communes de moins de 10 000 habitants, une enquête de recensement portant sur toute la population est réalisée tous les cinq ans, les populations de référence des années intermédiaires étant quant à elles estimées par interpolation ou extrapolation. Pour la commune, le premier recensement exhaustif entrant dans le cadre du nouveau dispositif a été réalisé en 2007.

En 2022, la commune comptait 1 972 habitants, en évolution de +0,31 % par rapport à 2016 (Nord : +0,51 %, France hors Mayotte : +2,11 %).
| 1800  | 1806  | 1821  | 1831  | 1836  | 1841  | 1846  | 1851  | 1856  |
| ----- | ----- | ----- | ----- | ----- | ----- | ----- | ----- | ----- |
| 1 250 | 1 156 | 1 306 | 1 441 | 1 699 | 1 707 | 1 791 | 1 814 | 1 756 |

| 1861  | 1866  | 1872  | 1876  | 1881  | 1886  | 1891  | 1896  | 1901  |
| ----- | ----- | ----- | ----- | ----- | ----- | ----- | ----- | ----- |
| 1 773 | 1 775 | 1 770 | 1 768 | 1 829 | 1 812 | 1 691 | 1 645 | 1 532 |

| 1906  | 1911  | 1921  | 1926  | 1931  | 1936  | 1946  | 1954  | 1962  |
| ----- | ----- | ----- | ----- | ----- | ----- | ----- | ----- | ----- |
| 1 521 | 1 463 | 1 350 | 1 420 | 1 448 | 1 426 | 1 345 | 1 296 | 1 447 |

| 1968  | 1975  | 1982  | 1990  | 1999  | 2006  | 2007  | 2012  | 2017  |
| ----- | ----- | ----- | ----- | ----- | ----- | ----- | ----- | ----- |
| 1 374 | 1 525 | 1 556 | 1 661 | 1 759 | 1 813 | 1 820 | 1 939 | 1 969 |

| 2022  | - | - | - | - | - | - | - | - |
| ----- | - | - | - | - | - | - | - | - |
| 1 972 | - | - | - | - | - | - | - | - |

#### Pyramide des âges
La population de la commune est relativement jeune. En 2020, le taux de personnes d'un âge inférieur à 30 ans s'élève à 34,2 %, soit en dessous de la moyenne départementale (39,1 %). À l'inverse, le taux de personnes d'âge supérieur à 60 ans est de 23,8 % la même année, alors qu'il est de 22,9 % au niveau départemental.
En 2020, la commune comptait 949 hommes pour 1 040 femmes, soit un taux de 52,29 % de femmes supérieur au taux départemental (51,79 %).
Les pyramides des âges de la commune et du département s'établissent comme suit.
| Hommes | Classe d’âge | Femmes |
| ------ | ------------ | ------ |
| 0,5    | 90 ou +      | 1,1    |
| 5      | 75-89 ans    | 8,5    |
| 16,4   | 60-74 ans    | 15,8   |
| 25,9   | 45-59 ans    | 22,3   |
| 18,5   | 30-44 ans    | 17,6   |
| 14,7   | 15-29 ans    | 13,7   |
| 19     | 0-14 ans     | 21     |

| Hommes | Classe d’âge | Femmes |
| ------ | ------------ | ------ |
| 0,5    | 90 ou +      | 1,4    |
| 5,3    | 75-89 ans    | 8,1    |
| 14,8   | 60-74 ans    | 16,2   |
| 19,1   | 45-59 ans    | 18,4   |
| 19,5   | 30-44 ans    | 18,7   |
| 20,7   | 15-29 ans    | 19,1   |
| 20,2   | 0-14 ans     | 18     |

### Enseignement
Elle dispose de deux écoles primaires (l'une publique, l'autre privée), d'un collège et d'une maison d'enfants.

### Sports et loisirs
Le village de Sebourg dispose d'un complexe sportif comportant une salle omnisports, un terrain de basket extérieur et un terrain de football. Il est utilisé par le club de tennis, le club de badminton, le club de gymnastique fitness, le club de football, le club de karaté et les écoles de Sebourg.
En 2014, le village, qui représentait la région Nord-Pas-de-Calais, s'est classé 13e sur 22 lors de l'émission Le Village préféré des Français sur France 2.
Divers sentiers permettent de découvrir le village et son important patrimoine architectural et rural.

### Medias
La commune est couverte par l'édition Valenciennes-Denain de La Voix du Nord et l'Observateur du Valenciennois.

## Culture locale et patrimoine

### Lieux et monuments
- Église Saint-Martin, du XIIIe siècle, classée monument historique de France en 1919[29].
- Chapelle Sainte-Marie-Madeleine, du XIVe siècle au moins, au hameau de Sebourquiaux[30].
- Moulin de Sebourg (1785)
- La « Maison Verley » ou « Maison bouteille » ou encore « maison-plante ». Située au 22 de la rue d'Eth, elle a été construite en 1971-72 par l'architecte Henri Mouette, le sculpteur hongrois Pierre Szekely et l'ingénieur B. Metzre. Elle illustre le mouvement de la contre-architecture. Son plan reproduit le dessin d'une fleur sur tige avec ses feuilles. Ses formes arrondies ont été rendues possibles par l'utilisation de béton propulsé. Elle est aujourd'hui la propriété d'une personne privée. Cette maison est classée monument historique depuis 2002 et le terrain est inscrit au titres des monuments historiques[31].
- Trois chapelles sont présentes dans la commune. Celle de Notre-Dame de Bonsecours (centre du village), Saint-Martin (sur la départementale et en face de la résidence Saint-Martin) et Saint-Druon (entre la départementale et la Route vers Curgies).
- Une croix, dite Croix Saint-Druon (anciennement mont-joie) se trouve le long d'un chemin allant vers Estreux. Cette croix marque l'endroit où selon la légende le chariot conduisant le corps de Druon s'est arrêté sans pouvoir avancer de nouveau.
- Une cascade formée par l'ancien moulin seigneurial[32] visible depuis la Rue de la Cascade.
- Sebourg compte également dans le cimetière de la commune un tombeau hors du commun : d'un poids de 30 trente tonnes, il représente un autocar semblant sortir de la tombe[33].

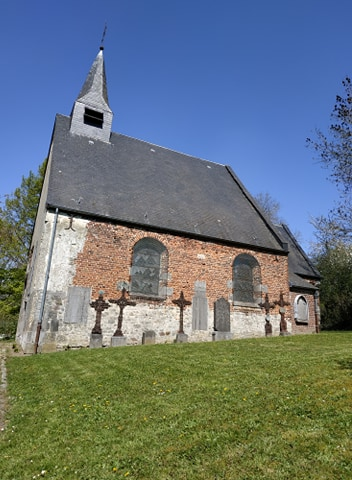
Façade sud de la chapelle sainte-Marie-Madeleine avec son clocher.
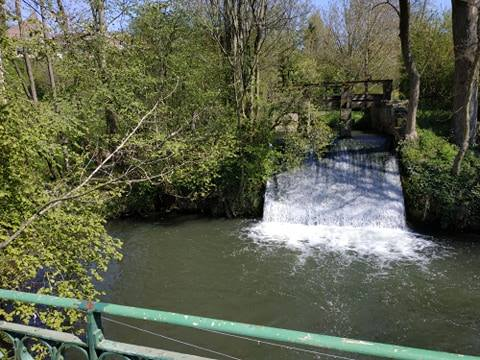
Cascade à Sebourquiaux depuis le pont sur la Rue de la Cascade.
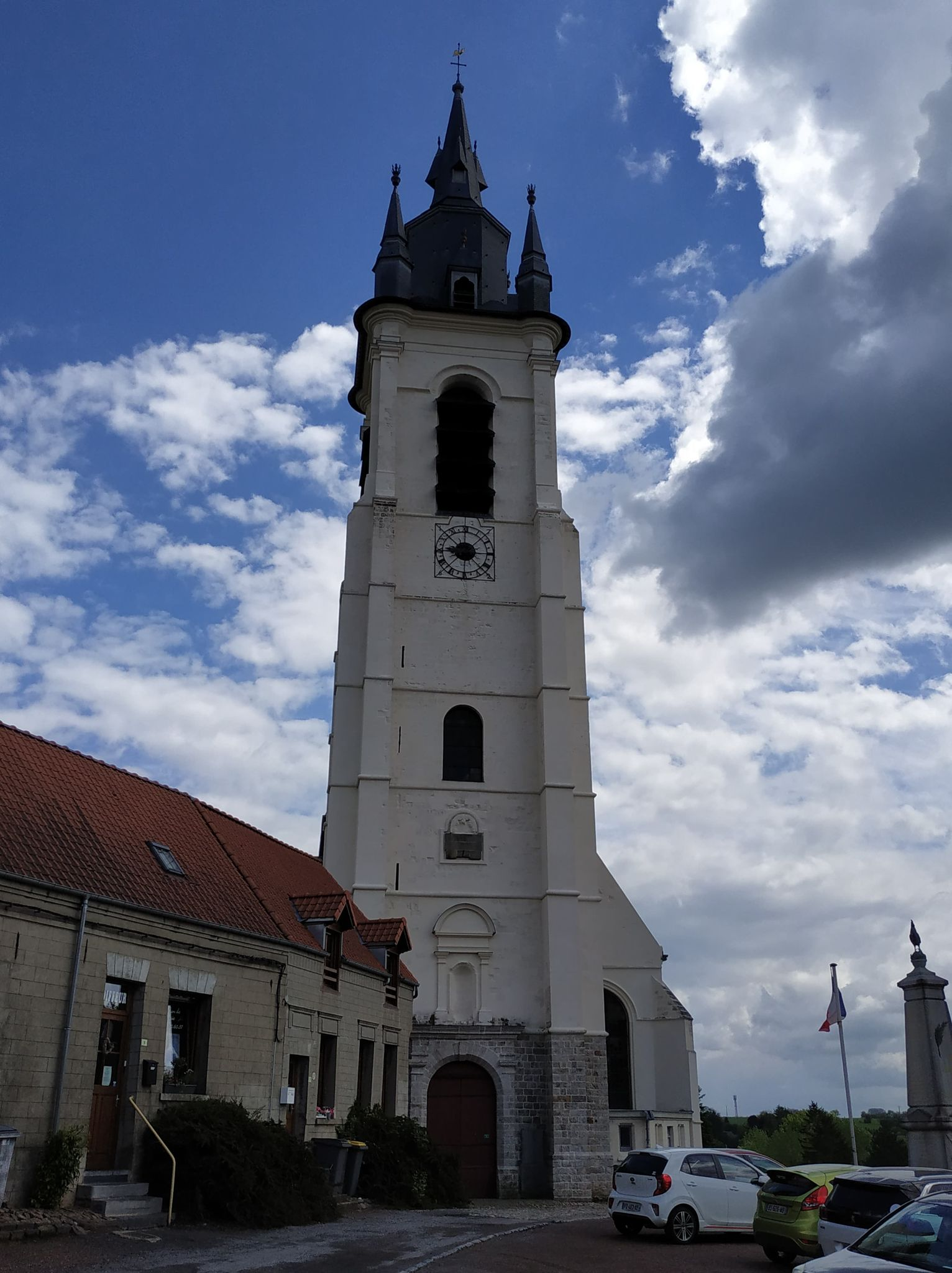
L'église saint-Martin sur la place de l'église.
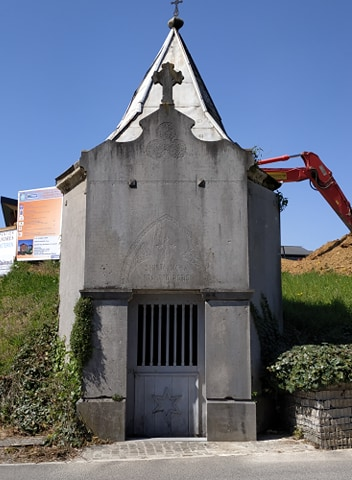
Chapelle Notre-Dame de Bonsecours au centre du village (inscription: Sancta Maria ora pro nobis: "Sainte Marie priez pour nous").

### Personnalités liées à la commune
- Saint Druon (1118-1186)
- Mimi Coutelier (1956-)
- Charlotte Dekoker (1985-)

### Héraldique
| Armes de Sebourg | Les armes de Sebourg se blasonnent ainsi : D'azur à trois têtes d'oiseau arrachées d'argent. |

## Pour approfondir